# Fear of the Dark (Album)
Fear of the Dark (englisch für „Angst vor der Dunkelheit“) ist das neunte Studioalbum der britischen Heavy-Metal-Band Iron Maiden. 1994 wurde es für den Grammy Award for Best Metal Performance nominiert.

## Hintergrund
Fear of the Dark war das letzte Album mit Sänger Bruce Dickinson bis zu dessen Rückkehr im Jahr 1999. Bruce Dickinson wollte sich um seine Solokarriere kümmern. Diesem Ansinnen gingen bereits in den Achtzigern erste Anzeichen voraus. Bereits um 1984/85 nach der World Slavery Tour empfand er seinen Status als Mitglied von Iron Maiden als zu enges musikalisches Korsett. Es ist bezeichnend, dass sein Freund und Bandkollege Adrian Smith dies für sich ähnlich empfand. Beide veröffentlichten 1989 Soloalben. Smith wurde 1989 von Bandleader und Bassist Steve Harris aus dem Grund gefeuert, weil Smith ihm gegenüber zögerte, als dieser nach seiner Loyalität zu Iron Maiden gefragt wurde. Die Trennung von Bruce Dickinson erfolgte aus Dickinsons Unzufriedenheit mit der Entwicklung Iron Maidens. Er empfand, die Band würde stagnieren und suchte daher nach neuen Einflüssen. Dickinson war es müde, ewig lange zu touren, anstatt Musik zu machen. Neben Iron Maiden suchte er ständig neue Spielwiesen, um sich auszutoben.
Während der Tournee zu Fear of the Dark offenbarten sich die Unstimmigkeiten zwischen Harris und Dickinson. Beim Interview mit MTV Headbangers Ball am Rande des Monsters-of-Rock Festivals in Castle Donington werden die Klüfte offenbar. Ein in sich eingesunkener Bruce Dickinson sitzt mit Abstand zu Steve Harris, zwischen ihnen Gitarrist Dave Murray als „Vermittler“. In diesem Interview erklärt der Sänger, um was es sich im Song Wasting Love dreht, und scheint dabei über sein Verhältnis zur Band und ihrem Alltag zu reden. In diesem mit Neuzugang Janick Gers geschriebenen Lied geht es um einen depressiven Mann, der in einem (gefühls-)kalten und leeren Ort lebt.
Außer zeitgenössischen abgedruckten Quellen geben keine weiteren offiziell von Iron Maiden herausgegebenen Quellen preis, über welchen Zeitraum genau die Trennung von Bruce Dickinson erfolgte. In seiner Autobiografie What Does This Button Do? schildert er die Trennung von Iron Maiden ausführlich und von ihm intendiert. Bereits zu den Aufnahmen zu Dickinsons zweitem Soloalbum 1993 teilte er Iron Maidens Bandmanager, Rod Smallwood, seinen Entschluss mit, die Band zu verlassen. Die Trennung schildert Dickinson als reibungslos und fair. In einem Interview mit dem Internetportal Blabbermouth.net schneidet er das Thema ebenfalls kurz an.
Eine Besonderheit des Cover-Artworks war es, dass erstmals in der Karriere von Iron Maiden nicht Derek Riggs für die Gestaltung verantwortlich war. Das verwendete Bild stammt von Melvyn Grant.
Das Album wurde von Fans und Kritik gemischt aufgenommen und insbesondere im Vergleich zu früheren Alben der Band als unterdurchschnittlich bewertet, wobei auch Bruce Dickinsons’ Gesangsleistung als relativ schwach kritisiert wurde.
Dieses Album ist auch das letzte Album, das von Martin Birch produziert wurde. Er ging kurz danach in den Ruhestand.
Das Album erreichte in Großbritannien die Top-Position der Album-Charts.

## Titelliste
1. Be Quick or Be Dead (Bruce Dickinson, Janick Gers) – 3:24
2. From Here to Eternity (Steve Harris) – 3:38
3. Afraid to Shoot Strangers (Steve Harris) – 6:56
4. Fear Is the Key (Bruce Dickinson, Janick Gers) – 5:35
5. Childhood’s End (Steve Harris) – 4:40
6. Wasting Love (Bruce Dickinson, Janick Gers) – 5:50
7. The Fugitive (Steve Harris) – 4:54
8. Chains of Misery (Dave Murray, Bruce Dickinson) – 3:37
9. The Apparition (Steve Harris, Janick Gers) – 3:54
10. Judas Be My Guide (Bruce Dickinson, Dave Murray) – 3:08
11. Weekend Warrior (Steve Harris, Janick Gers) – 5:39
12. Fear of the Dark (Steve Harris) – 7:19

## Liedinformationen
- Be Quick or Be Dead handelt von politischen Skandalen, der Scheinheiligkeit von Politikern und Wirtschaftsbossen und ihrer Gier nach Geld. Der Titel ist sehr Maiden-untypisch, er ist schneller und Dickinsons Gesang klingt aggressiver. Zu dem Lied wurde auch ein Musikvideo gedreht.
- From Here to Eternity setzt die Geschichte von Charlotte the Harlot (vom Debütalbum), 22 Acacia Avenue (vom Album The Number of the Beast) und Hooks in You (vom Vorgängeralbum) fort. Das Lied handelt von einem Motorradausflug, den die Prostituierte Charlotte mit dem Teufel macht, und ist voller sexueller Anspielungen. Bis zum jetzigen Zeitpunkt ist es das letzte Lied über Charlotte.
- Afraid to Shoot Strangers handelt vom Zweiten Golfkrieg.[5] Es geht um Soldaten, die sich auf die Schlacht vorbereiten, und ihre Gedanken über das Töten.
- Fear is the Key handelt von der Immunschwächekrankheit Aids. Das Lied wurde vom Tod Freddie Mercurys beeinflusst.[5]
- Childhood’s End handelt von Leiden und Schmerz in der Welt.
- The Fugitive basiert auf der Serie Auf der Flucht.
- Weekend Warrior handelt von Hooligans.
- Fear of the Dark handelt von der Angst vor der Dunkelheit. Im Laufe der Zeit entwickelte es sich zu einem Liveklassiker und ist fester Bestandteil der Iron-Maiden-Sets. Von Fear of the Dark existieren unzählige Cover- und Liveversionen, unter anderem von Cradle of Filth, Children of Bodom, Van Canto, Fightstar, Graveworm, Future Idiots, Sturm und Drang, Chuck Billy, Pentagram und  Doro Pesch.

## Singles
- Be Quick or Be Dead / Nodding Donkey Blues / Space Station No. 5 / Bayswater Ain’t a Bad Place to Be (Hidden Track bei der CD-Version)
- From Here to Eternity / Roll over Vic Vella / Public Enema Number One (Live) / No Prayer for the Dying (Live)
- Wasting Love / Tailgunner (Live) / Holy Smoke (Live) / The Assassin (Live)

Eine Liveversion vom Titelsong Fear of the Dark wurde im Rahmen des nachfolgenden Livealbums A Real Live One als Single ausgekoppelt.

## Kommerzieller Erfolg

### Chartplatzierungen
| ChartsChartplatzierungen       | Höchstplatzierung | Wochen |
| ------------------------------ | ----------------- | ------ |
| Deutschland (GfK)              | 5 (25 Wo.)        | 25     |
| Österreich (Ö3)                | 8 (16 Wo.)        | 16     |
| Schweiz (IFPI)                 | 5 (15 Wo.)        | 15     |
| Vereinigte Staaten (Billboard) | 12 (13 Wo.)       | 13     |
| Vereinigtes Königreich (OCC)   | 1 (5 Wo.)         | 5      |

| ChartsJahrescharts (1992) | Platzierung |
| ------------------------- | ----------- |
| Deutschland (GfK)         | 58          |
| Österreich (Ö3)           | 40          |

### Auszeichnungen für Musikverkäufe
| Land/Region                  | Auszeichnungen für Musikverkäufe (Land/Region, Auszeichnung, Verkäufe) | Verkäufe |
| ---------------------------- | ---------------------------------------------------------------------- | -------- |
| Frankreich (SNEP)            | Gold                                                                   | 100.000  |
| Italien (FIMI)               | Gold                                                                   | 25.000   |
| Kanada (MC)                  | Gold                                                                   | 50.000   |
| Polen (ZPAV)                 | Gold                                                                   | 10.000   |
| Vereinigtes Königreich (BPI) | Gold                                                                   | 100.000  |
| Insgesamt                    | 5× Gold ·                                                              | 285.000  |

Hauptartikel: Iron Maiden/Auszeichnungen für Musikverkäufe